# Vocal Concert Dresden
Vocal Concert Dresden ist ein deutscher Kammerchor und hat seinen Sitz in Dresden.

## Geschichte
Das Vocal Concert Dresden wurde 1993 von Peter Kopp als Neuer Körnerscher Singverein gegründet. Seit dem Frühjahr 2008 firmiert er unter seinem jetzigen Namen. Es ist ein gemischter Kammerchor, der vorwiegend aus Absolventen der Hochschule für Musik Dresden und ehemaligen Mitgliedern des Dresdner Kreuzchores besteht. Der Chor musiziert sowohl a cappella als auch mit Orchestern und Instrumentalensembles. Dabei liegt die Besetzungsstärke zwischen 14 und 36 Sängern.
Das Repertoire des Kammerchores reicht von Alter Musik über die Musik der Romantik bis hin zur Musik der Gegenwart. Bei der Aufführung von barocken und klassischen Werken arbeitet das Vocal Concert Dresden eng mit dem Dresdner Instrumental-Concert, einem Orchester mit Originalklanginstrumenten, zusammen. Einen Schwerpunkt bilden Projekte zur sächsischen Musikgeschichte.
Der Chor gastierte bei renommierten Festivals wie dem Bachfest Leipzig, den Brandenburgischen Sommerkonzerten, den Dresdner Musikfestspielen und den Händel-Festspielen Göttingen sowie wiederholt in Italien, Frankreich, Polen, Tschechien, den Niederlanden und den USA.
In Dresden trat er in eigenen Konzertreihen und mehrfach in Konzerten der Sächsischen Staatskapelle Dresden und der Dresdner Philharmonie auf. Seit 2001 ist die Aufführung der Nine Lessons and Carols in der Loschwitzer Kirche ein jedes Jahr wiederkehrender Höhepunkt und mittlerweile fester Bestandteil der Chortradition.
Zu den Internationalen Händelfestspielen Halle 2008 war das Vocal Concert Dresden erstmals in einer szenischen Opernproduktion zu erleben. Die CD-Aufnahmen des Kammerchores beinhalten meist Ersteinspielungen.

## Diskografie

### „Vocal Concert Dresden“
- 2013 „Lob, Ehr und Preis sei Gott“ – Die schönsten deutschen Kirchenlieder; (Berlin Classics)
- 2011 „Preußische Festlieder“ – Werke von Johannes Eccard und Johannes Stobaeus; (Carus)
- 2010 „Christmas at San Marco“ – Venezianische Weihnachten mit Werken von Ferdinando Bertoni, Baldassare Galuppi, Gaetano Latilla; (Berlin Classics)
- 2010 „Abschied vom Walde“ – Chormusik von Fanny Hensel und Felix Mendelssohn Bartholdy; (Berlin Classics)
- 2008 „Es ist ein Ros entsprungen“ – Weihnachtliche Chormusik; (Berlin Classics)
- 2008 „Le Grazie Veneziane“ – Musik aus den Ospedali; (Carus)
- 2008 „Bachs Schüler“ – Motetten von Johann Philipp Kirnberger, Carl Philipp Emanuel Bach, Gottfried August Homilius, Johann Friedrich Doles, Johann Christoph Friedrich Bach, Johann Christoph Altnickol; (Carus)

### „Körnerscher Sing-Verein“
- 2006 Antonio Vivaldi: Dixit Dominus, Baldassare Galuppi: Psalmen; (Deutsche Grammophon)
- 2005 „Weihnachten in der Dresdner Frauenkirche“ – Kantaten von Gottfried August Homilius; (Carus)
- 2004 „Weihnachten am Dresdner Hof“ – Werke von Johann David Heinichen, Giovanni Alberto Ristori und Johann Georg Schürer; (Carus)
- 2003 Johann Gottlieb Naumann: Zeit und Ewigkeit; (cpo)
- 2001 „Ausgewählte Chormusik“, A-cappella-Werke; (Mitra classics)
- 1998 Johann Gottlieb Naumann: Psalm 95, Psalm 96, Psalm 103; (Ars musici)
- 1996 Johann Gottlieb Naumann: Messe d-moll, Messe c-moll; (Ars musici)